# Тимистер-Клермон
Тимистер-Клермо́н — коммуна в Валлонии, расположенная в провинции Льеж, округ Вервье. Принадлежит Французскому языковому сообществу Бельгии. На площади 28,69 км² проживают 5296 человек (плотность населения — 185 чел./км²), из которых 50,40 % — мужчины и 49,60 % — женщины. Средний годовой доход на душу населения в 2003 году составлял 11 972 евро.
Почтовый код: 4890. Телефонный код: 087.